# Maéva Clemaron
Maéva Jocelyne Clemaron (født 10. november 1992) er kvindelig fransk fodboldpsiller, der spillet midtbane for engelske Tottenham Hotspur i FA Women's Super League og Frankrigs kvindefodboldlandshold. Hun har tidligere spillet for Division 1 Féminine-klubberne AS Saint-Étienne og FC Fleury 91.
Hun deltog under VM i fodbold for kvinder 2019 i Frankrig.
Hun debuterede for A-landsholdet, ved SheBelieves Cup 2018, mod Tyskland den 7. marts 2018.